# Triclistus megantoni
Triclistus megantoni – gatunek błonkówki z rodziny gąsienicznikowatych i podrodziny Metopiinae.
Gatunek ten został opisany w 2013 roku przez Mabel Alverado i Alexandra Rodrigueza-Berrio na podstawie pojedynczej samicy, odłowionej w 2010 roku. Epitet gatunkowy pochodzi od Santuario Nacional de Meganton – obszaru chronionego w pobliżu miejsca odłowu holotypu.
Błonkówki te mają głowę czarną z żółtawokremowymi głaszczkami oraz brązowawymi: trzonkami i nóżkami czułków. Biczyk czułka składa się z 34 członów, z których drugi jest 3,1 razy dłuższy niż szeroki. W widoku grzbietowym głowę charakteryzują równomiernie zwężone za oczami policzki. Nadustek ma prostą krawędź. Warga górna jest niewidoczna przy zamkniętych żuwaczkach. Długość powierzchni malarnej wynosi 0,9 szerokości nasady żuwaczki. Mezosoma jest czarna, w większości gładka, błyszcząca i grubo punktowana. Tarcza śródplecza jest wypukła. Pozatułów jest dość krótki, w widoku bocznym równomiernie opadający ku tyłowi, wyposażony w tylną listewkę poprzeczną, ale pozbawiony podłużnych listewek środkowo-bocznych. Skrzydła są przezroczyste, z brązowymi pterostygmami. Te przedniej pary mają 5,9 mm długości i wyposażone są w żyłkę 3rs-m (trzecią żyłkę poprzeczną łączącą sektor radialny i żyłkę medialną) oraz szeroki areolet. Przednie odnóża są żółtawe, środkowe żółtawe z brązowawymi piątymi członami stóp, a tylne brązowawe z wyjątkiem żółtawym z brązową kropką bioder oraz żółtawymi: wierzchołkami ud i nasadami goleni. Metasoma jest czarna. Pierwszy jej tergit pozbawiony jest listewek środkowo-bocznych, ma gładki wierzch i dwa równoległe rzędy szczecinek, a długość drugiego jej tergitu jest równa jego szerokości z tyłu.
Owad neotropikalny, endemiczny dla Peru, znany tylko z lokalizacji typowej: Santa Rosa w dystrykcie Echarte, w prowincji La Convención (prowincja)La Convención, w regionie Cuzco, na wysokości: 1434 m n.p.m.